# San Pietro Mussolino
San Pietro Mussolino là một đô thị tại tỉnh Vicenza ở vùng Veneto, Ý.
Đô thị này có diện tích 4 km2, dân số là 1618 người (thời điểm 30 tháng 6 năm 2008)